# Where Have I Known You Before
Where Have I Known You Before – czwarty album studyjny amerykańskiej grupy jazzfusionowej Return to Forever, wydany w 1974 roku przez Polydor Records. To pierwsza z trzech płyt zespołu, jakie nagrane zostały z Alem Di Meolą w składzie.

## Lista utworów
Opracowano na podstawie materiału źródłowego.
Wydanie LP:
Strona A
| Nr | Tytuł utworu                          | Muzyka         | Długość |
| -- | ------------------------------------- | -------------- | ------- |
| 1. | „Vulcan Worlds”                       | Stanley Clarke | 7:52    |
| 2. | „Where Have I Loved You Before”       | Chick Corea    | 1:02    |
| 3. | „The Shadow of Lo”                    | Lenny White    | 7:31    |
| 4. | „Where Have I Danced with You Before” | Chick Corea    | 1:15    |
| 5. | „Beyond the Seventh Galaxy”           | Chick Corea    | 3:15    |
|    |                                       |                | 20:55   |

Strona B
| Nr | Tytuł utworu                    | Muzyka                                                | Długość |
| -- | ------------------------------- | ----------------------------------------------------- | ------- |
| 1. | „Earth Juice”                   | Chick Corea, Stanley Clarke, Lenny White, Al Di Meola | 3:47    |
| 2. | „Where Have I Known You Before” | Chick Corea                                           | 2:20    |
| 3. | „Song to the Pharoah Kings”     | Chick Corea                                           | 14:23   |
|    |                                 |                                                       | 20:30   |

## Twórcy
Opracowano na podstawie materiału źródłowego.
Muzycy:
- Chick Corea – pianino, keyboardy, instrumenty perkusyjne
- Stanley Clarke – gitara basowa, organy, instrumenty perkusyjne
- Al Di Meola – gitary
- Lenny White – perkusja, instrumenty perkusyjne

Produkcja:
- Chick Corea – produkcja muzyczna
- Shelly Yakus – inżynieria dźwięku
- Tom Rabstenek – mastering